# Vulcanologia

Esquema estructural d'un volcà

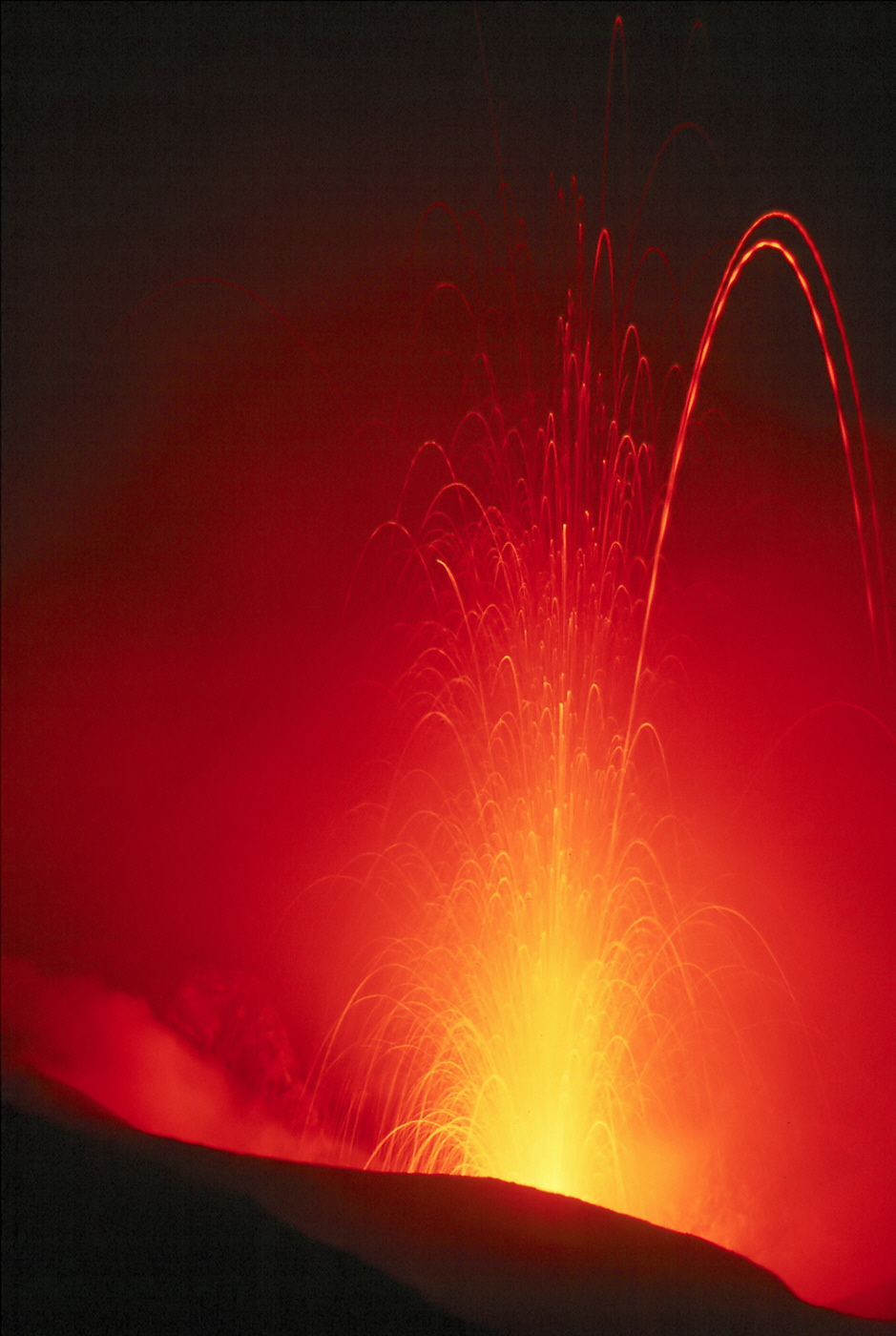
Erupció del Stromboli

La vulcanologia (de la paraula llatina Vulcanus, Vulcano, el déu romà del foc) és la branca de la geologia que estudia els volcans amb la finalitat de determinar què ocorre als volcans i fer prediccions respecte a les erupcions. Els seus coneixements es basen en els adquirits a altres ciències com la geologia, geoquímica i la geofísica. Qui estudia el vulcanisme s'anomena vulcanòleg o vulcanòloga. La disciplina esdevingué en realment científica a principis del segle xx.
Una via d'investigació majoritària és la predicció de les erupcions; actualment no hi ha manera de realitzar aquestes prediccions, però preveure les erupcions volcàniques, igual que preveure els terratrèmols, pot arribar a salvar moltes vides.
Arran de l'exploració espacial es va observar que hi ha vulcanisme de baixa temperatura en els cossos gelats com Encèlad, per citar un exemple. Aquest vulcanisme presenta el mateix fenomen, un material que es fon per una diferència de temperatura i és ejectat a la superfície. Pel que la vulcanologia moderna, es refereix a una font de calor i un material capaç de fondre, de tal manera que s'enfoca en l'estudi del material ejectat, estructures que formen i els processos i interaccions associades a la formació i evolució del fos, així com l'origen de la font de calor.

## Etimologia i ús
L'any 1858, el terme vulcanology (vulcanologia) va aparèixer a la literatura anglesa. El 1886, la forma va derivar en volcanology (volcanologia). Aquests termes van ser afrancesats (i després adaptats al català i castellà) com  vulcanologie  i després  volcanologie  (testificats des de 1946). Tots aquests termes es van forjar a partir de la paraula volcà, que es deriva del llatí llatí:    Vulcanus, Vulcano  el déu romà del foc i nom d'una de les illes Eòlies, l'illa volcànica de Vulcano.
El 1962, la Acadèmia de Ciències de França va recomanar afavorir l'ús del terme «volcanologie» ("vulcanologia") per designar l'estudi del vulcanisme.  La Académie française va seguir i va adaptar les seves recomanacions en 1967.

## Història

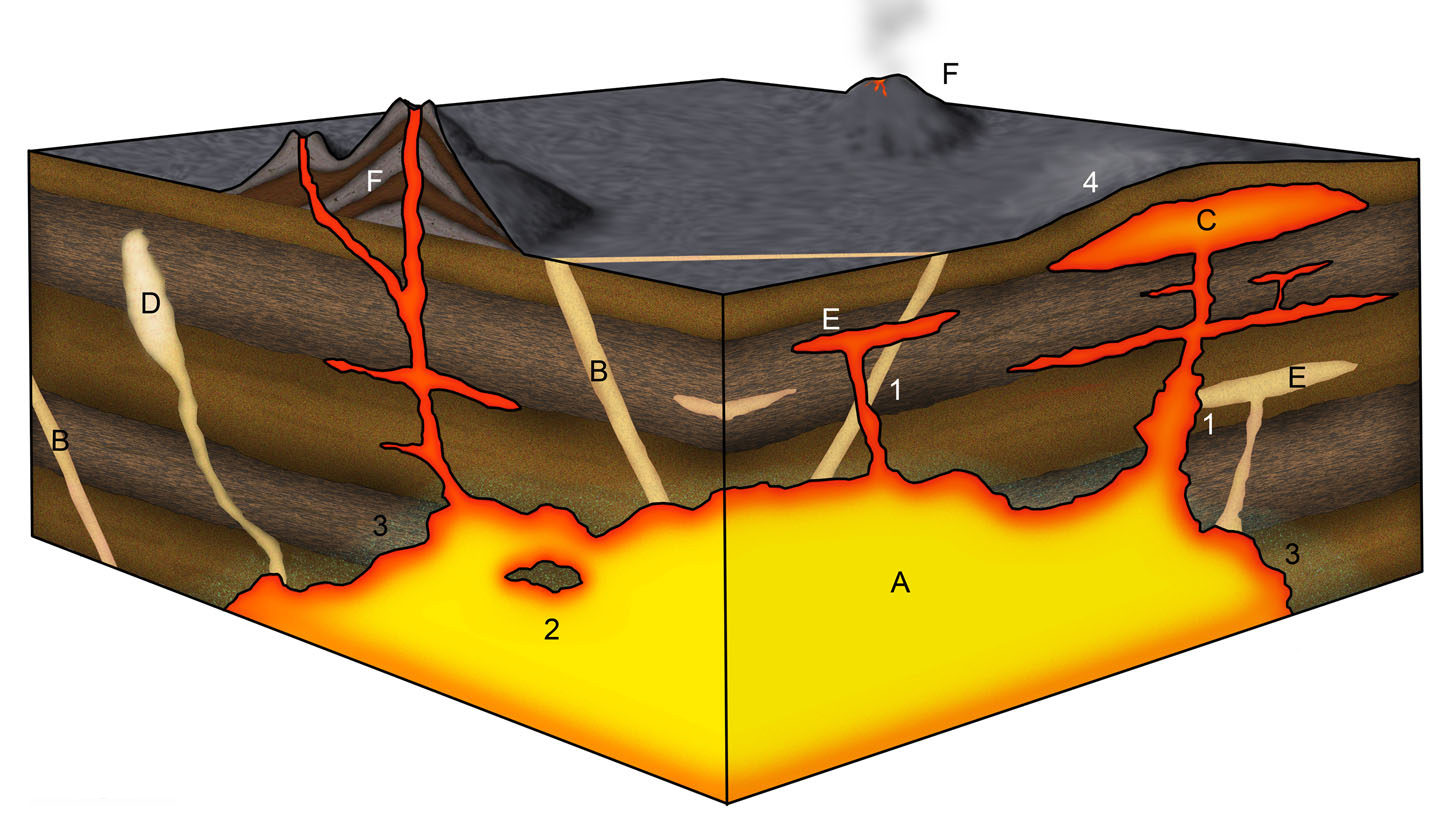
Estructures ígnies.

La història de la vulcanologia està, com la majoria d'històries de les ciències naturals, marcada la voluntat de l'home de conèixer i controlar les forces de la natura, en aquest cas dels volcans, per a, almenys, evitar el dany que puguin causar les seves erupcions.
A l'edat antiga, al segle v aC el filòsof Empèdocles observà de molt prop una colada de lava que sorgia de l'Etna. Al segle i aC, Plini el Vell va fer una llista de volcans a la seua obra Història natural. El seu nebot Plini el Jove va escriure epístoles explicant l'erupció del Vesuvi, les quals són la primera documentació relativa a la disciplina de la vulcanologia.
Al segle xviii, l'ambaixador d'Anglaterra d'origen escocès lord William Hamilton estudià el Vesuvi arribant a realitzar la predicció encertada de dues erupcions d'aquest amb un marge d'uns dies abans que ocorregueren. A més va realitzar observacions que documentà sobre l'Etna i les illes Eòlies.
El primer vulcanòleg de França fou Alfred Lacroix, qui estudià el volcà de Martinica i fou qui pensà l'actual classificació dels tipus d'erupcions.
Al segle xx el vulcanòleg Haroun Tazieff aconseguí la divulgació del coneixement dels especialistes a la gent no docta.

## Objectiu
El principal objectiu d'aquesta ciència és comprendre l'origen i el funcionament dels volcans i els fenòmens assimilats per establir un diagnòstic (per a un període definit) sobre els riscos i els perills en què incorren les poblacions i les activitats humanes. Els estudis i investigacions es duen a terme inicialment en el camp per recopilar informació en forma d'observacions, mesuraments i mostreigs i, per segona vegada, al laboratori per analitzar i interpretar les dades i mostres.
Els vulcanòlegs, assistits pels avenços en metrologia, realitzen un cens dels volcans, de les erupcions i dels seus productes i després elaboren classificacions (per exemple, el tipus eruptiu: hawaià, estrombolià, vulcanià, peleà, plinià i sud-coreà). Fan l'enllaç entre guèisers, fumaroles, solfatars, volcans, etc. i expliquen els seus funcionaments. Les diferents formacions geològiques també seran explicades pel vulcanisme i la seva implementació és objecte de molta recerca: dics, colls, fluxos de lava, ignimbrita, putzolana, guyots, atols, etc.

## Formació dels volcans

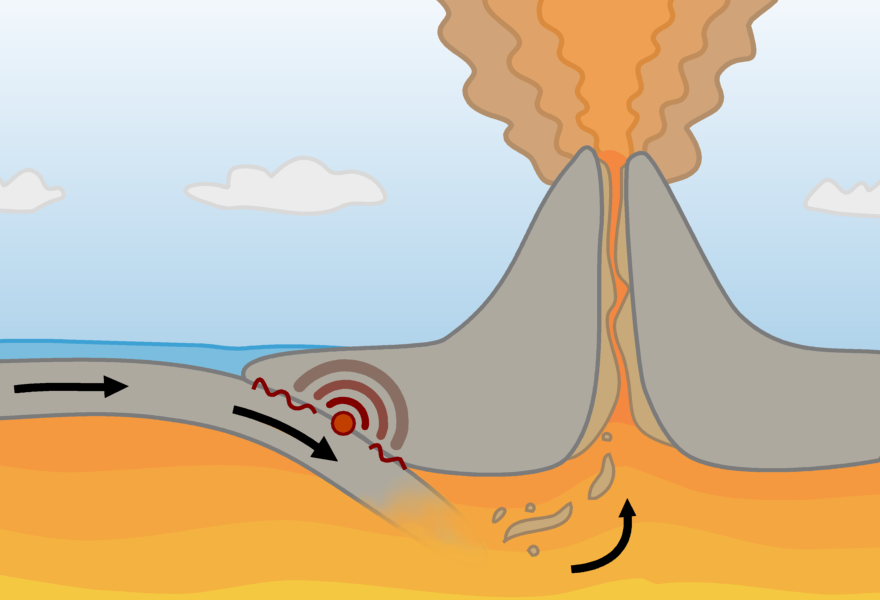
Diagrama d'un marge de placa destructiu, que causa tremolors de terra i la formació de volcans.

Com la majoria dels fenòmens que ocorren en l'interior de la terra, els moviments i la dinàmica del magma es coneixen molt poc. De qualsevol manera, és conegut que a una erupció li pot seguir el moviment de magma cap a la capa sòlida (l'escorça de la terra) sota un volcà i creant una cambra magmàtica. Finalment, el magma del dipòsit és expulsat cap amunt i acaba fluint sobre la superfície de la terra en forma de lava, o bé el magma expulsat pot escalfar l'aigua dels voltants, transformant l'aigua en vapor, el que augmentaria considerablement la pressió. En conseqüència, poden produir erupcions explosives. Aquestes erupcions explosives poden expulsar gran quantitat de restes volcàniques, com cendra volcànica (també anomenada tephra) o bombes volcàniques, les quals poden arribar a ser prou grans per matar persones i animals. Les erupcions poden oscil·lar entre efusives i extremadament explosives.

## Instruments de mesura i observacions
S'han desenvolupat o adaptat diversos instruments de mesura d'altres disciplines per obtenir dades fiables sobre el funcionament dels volcans i, en particular, la predicció de les erupcions volcàniques. L'esdeveniment que desencadena una erupció volcànica és l'arribada de magma a la cambra magmàtica que causarà la seva pressurització. Aquesta pressurització està acompanyada per una inflor del volcà a causa de la dilatació de les roques i l'empenta del magma en les parets. Aquesta inflor del volcà generarà microsismes, un augment en la inclinació dels vessants del volcà, un augment en el diàmetre del cràter o de la caldera volcànica del cim. L'arribada de magma a la cambra magmàtica provocarà la desgasificació del reservori i podrà identificar-se com una anomalia tèrmica amb l'ajuda d'un termòmetre infraroig o piròmetre, així com una anomalia radiològica que pot identificar-se amb un comptador geiger.
Els sismògrafs permeten als vulcanòlegs detectar els microsismes causats per la pressurització de la càmera magmàtica. Els sismògrafs també poden detectar el tremolor: just abans d'una erupció volcànica, l'augment de magma a la xemeneia volcànica genera una vibració contínua i feble del volcà. Aquest tremolor és, per tant, una eina fiable per anunciar la imminència d'una erupció.
L'inclinòmetre, l'acceleròmetre i l'altímetre mesuren les variacions en el pendent del volcà fins a una precisió d'un per milió. Es col·loquen en diferents llocs en els vessants del volcà durant una fase de repòs. La posada en pressió de la cambra magmàtica fa que el volcà s'infli a mesura que augmenta la inclinació dels seus pendents. Com a resultat de l'erupció volcànica, la pressió a la cambra magmàtica disminueix, el que disminueix la inclinació dels vessants del volcà. Així, el vulcanòleg pot predir el començament i el final d'una erupció quan els inclinòmetres indiquen una variació anormal del pendent del volcà. L'altímetre té un paper complementari al inclinòmetre. També col·locat en els vessants del volcà, indicarà augments i disminucions de altitud sobre les inflors i deflacions del volcà.
L'interferòmetre permet mesurar la distància entre dos punts gràcies a un làser. El dispositiu de mesurament i el reflector, col·locats a banda i banda d'un cràter volcànic o caldera, indiquen un augment o una disminució en la mida del cràter o la caldera, el que indica que el volcà s'infla o desinfla depenent de la pressió a la cambra magmàtica.
La presa de mostres permet determinar el tipus i el passat eruptiu del volcà segons la naturalesa, la proporció i la composició de laves, tefres i gasos. La represa de l'emissió de gasos d'un volcà o les variacions en les seves composicions poden constituir un índex determinant de la imminència i les característiques (tipus eruptiva, potència, etc.) d'una erupció. Els vulcanòlegs també realitzen lectures de temperatura de gasos i de lava fosa a través d'un piròmetre.
Durant una erupció volcànica, els vulcanòlegs localitzats en el lloc poden realitzar diversos mesuraments, observacions i mostreigs: presa de mostres de lava líquida, de gas, de tefres, observació del curs de l'erupció (alçada del pinacle volcànic, nombre i potència de les explosions, de les fonts de lava, velocitat i temperatura dels fluxos de lava, etc.
El vulcanòleg també realitza mesuraments topogràfiques utilitzant teodolits i geològiques (mostreig de roques) amb l'objectiu de dibuixar un mapa i un historial de perills volcànics al voltant del volcà.
La tomografia de muons còsmics és una tècnica recent que permet mesurar la densitat de l'interior d'alguns volcans. 

## Vulcanòlegs notables
- Plató (428 -  348 aC), grec
- Plini el Vell (23 -  79 dC), romà.
- Plini el Jove (61-ca.  113 dC), romà.

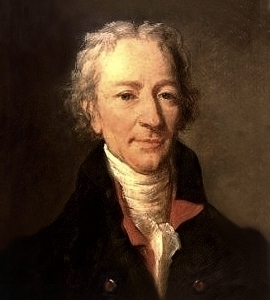
Déodat de Dolomieu

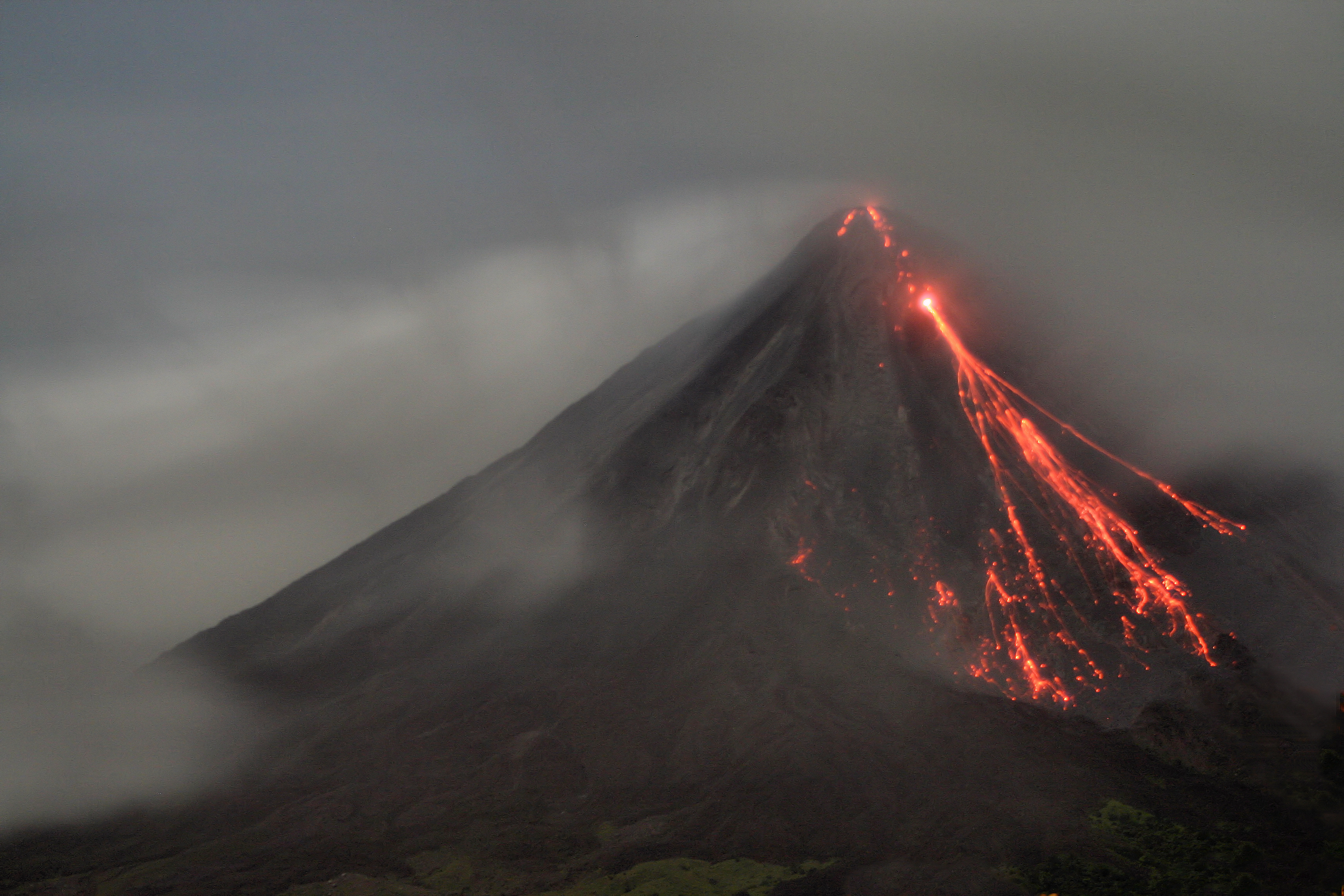
Erupció nocturna al Monte Arenal

- George-Louis Leclerc, comte de Buffon (1707-1788), francès.
- James Hutton (1726-1797), britànic.
- William Hamilton (1731-1803), britànic.
- Barthélemy de Sant-Fond, (1741-181) francès.
- Déodat Gratet de Dolomieu (1750-1801), francès.
- Jean-Baptiste Bory de Saint-Vincent (1778-1846), francès.
- George Poulett Scrope, (1797-1876), britànic.
- Robert Mallet, (1810-1881), britànic.
- Ferdinand Fouqué, (1828-1904), francès.
- Charles Vélain, (1845-1925), francès.
- Giuseppe Mercalli (1850-1914), italià.
- Alfred Lacroix, (1863-1948), francès.
- Thomas Jaggar, (1871-1953), nord-americà, fundador i director de l'observatori vulcanològic de Hawaï
- Alfred Rittmann, (1893-1980), suís.
- Haroun Tazieff (1914-1998), francès, conseller del govern francès i de Jacques Cousteau.
- Don Peterson, (1925-2003), nord-americà.
- George Walker (1926-2005), vulcanòleg britànic pioner que va transformar el tema en una ciència quantitativa.
- Robert W. Decker, (1927-2005), nord-americà.
- Keiiti Aki, (1930-2005), japonès.
- Jean-Louis Cheminée, (1937-2003), francès.
- Haraldur Sigurdsson (1939), vulcanòleg i geoquímic islandès.
- Maurici i Katia Krafft (1942-1991 i 1946-1991, respectivament), francesos, morts al Mont Unzen al Japó, 1991.
- Peter Williams Francis, (1944-1999), britànic.
- Henry Gaudru, (1948), francès.
- David A. Johnston (1949-1980), nord-americà, mort durant l'erupció de 1980 del volcà St. Helens.
- Harry Glicken (1958-1991), mort al Mont Unzen al Japó, 1991.
- Jacques-Marie Bardintzeff, (n. 1953), francès.